# Wingen-sur-Moder
Wingen-sur-Moder je občina v departmaju Bas-Rhin francoske regije Alzacija.
Leta 1990 je v občini živelo 1 551 oseb oz. 89 oseb/km².